# Lake Karentz
Lake Karentz ist ein 2,1 km langer und zugefrorener See im ostantarktischen Viktorialand. Im Ringer Valley der Saint Johns Range liegt er westlich des Mount Swinford und des Ringer-Gletschers. Zu seinem Einzugsgebiet in Form von Schmelzwasser gehören das Kopfende des Ringer Valley und die Hänge des Mount Swinford.
Das Advisory Committee on Antarctic Names benannte ihn 2005 nach Deneb Karentz (* 1952), Meeresbiologin des United States Antarctic Program in 17 Feldforschungskampagnen ab 1992 auf der Palmer-Station und der McMurdo-Station mit Forschungsfahrten in die Regionen der Bellingshausen-See und des Rossmeeres.